# 內特河 (尼爾斯河支流)
51°24′51.75″N 6°19′25.20″E / 51.4143750°N 6.3236667°E

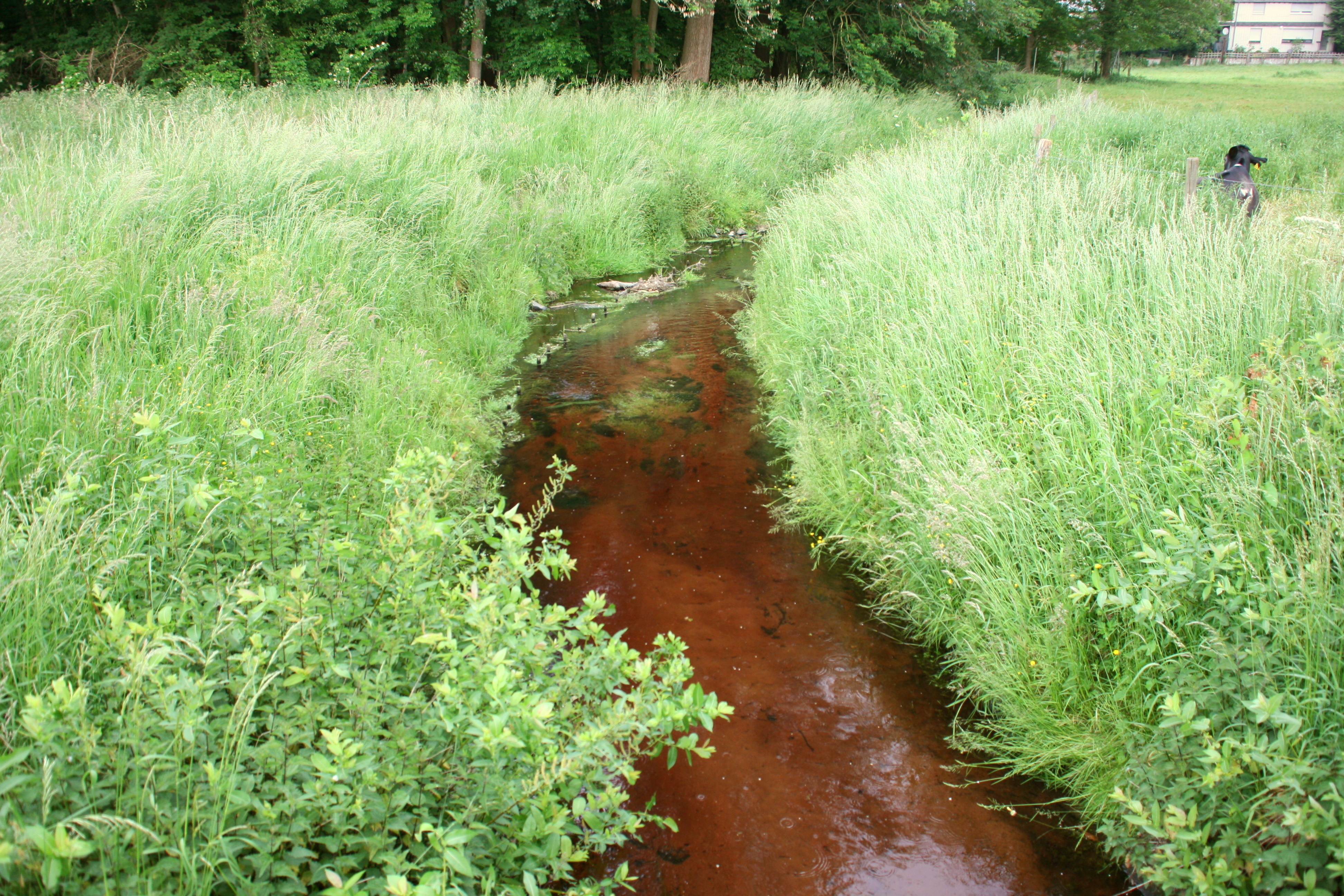

內特河（德語：Nette），是德國的河流，位於該國西部，處於北萊茵-威斯特法倫州，屬於尼爾斯河的支流，河道全長28公里，流域面積182平方公里，河口處在瓦赫滕東克。